# Zielbindung
Zielbindung (engl. target fixation) tritt dann auf, wenn ein Mensch so sehr auf ein Objekt fixiert ist, dass er nichts anderes mehr wahrnimmt.
Eine Variante davon ist der Moth Effect, der die Tendenz von Fahrern bezeichnet, auf ein Ziel zuzusteuern, das sich durch Lichtreize von der Umgebung abhebt.

## Beispiele
- Jagdflieger konzentrieren sich im Luftkampf zu sehr auf das Flugzeug, das sie abschießen wollen. Sie achten deswegen nicht mehr auf ihre Umgebung und ihr eigenes Flugzeug. Dabei können sie die Kontrolle über ihr Flugzeug verlieren und abstürzen oder in das gegnerische Flugzeug hineinfliegen.
- Motorradfahrer lenken unbewusst dahin, wohin sie schauen. Wenn sie zu sehr auf ein Hindernis fixiert sind, das sich vor ihnen auf der Straße befindet, können sie damit zusammenstoßen, ohne es zu wollen.[1]
- Zielbindung könnte auch als Ursache für den Unfall, bei dem der Arbre du Ténéré zu Schaden kam, eine Rolle gespielt haben. Es handelte sich dabei um eine Kollision zwischen einem LKW und einem Baum, der in einem Umkreis von 400 Kilometern der einzige Baum war.

Die Zielbindung ist mitunter lebensgefährlich.